# 1925-ös Grand Prix-szezon
Az 1925-ös Grand Prix-szezon volt a Grand Prix-versenyzés tizennyolcadik, a konstruktőri világbajnokság első szezonja. A világbajnoki versenyek (korábban Grandes Épreuves) száma 4-re bővült. Új verseny volt a belga nagydíj ezek között.

## Versenyek

### Konstruktőri világbajnokság
| Verseny               | Helyszín          | Időpont       | Győztes versenyző          | Győztes konstruktőr | Összefoglaló |
| --------------------- | ----------------- | ------------- | -------------------------- | ------------------- | ------------ |
| indianapolisi 500     | Indianapolis      | Május 30.     | Pete DePaolo Norman Batten | Duesenberg          | Összefoglaló |
| belga/európai nagydíj | Spa-Francorchamps | Június 28.    | Antonio Ascari             | Alfa Romeo          | Összefoglaló |
| francia nagydíj       | Montlhéry         | Július 26.    | Robert Benoist Albert Divo | Delage              | Összefoglaló |
| olasz nagydíj         | Monza             | Szeptember 6. | Gastone Brilli-Peri        | Alfa Romeo          | Összefoglaló |

### Egyéb versenyek
| Verseny                 | Helyszín      | Időpont        | Győztes versenyző       | Győztes konstruktőr | Összefoglaló |
| ----------------------- | ------------- | -------------- | ----------------------- | ------------------- | ------------ |
| római nagydíj           | Monte Mario   | Február 22.    | Carlo Masetti           | Bugatti             | Összefoglaló |
| Provence-i Nagydíj      | Miramas       | Március 8.     | Henry Segrave           | Talbot              | Összefoglaló |
| tripoli nagydíj         | Tripoli       | Április 18.    | Renato Balestrero       | O.M.                | Összefoglaló |
| Coppa Florio            | Madonie       | Május 3.       | André Boillot           | Peugeot             | Összefoglaló |
| Targa Florio            | Madonie       | Május 3.       | Meo Constantini         | Bugatti             | Összefoglaló |
| Solituderennen          | Solitude      | Május 17.      | Otto Merz               | Mercedes            | Összefoglaló |
| saviói nagydíj          | Ravenna       | Május 21.      | Emilio Materassi        | Itala               | Összefoglaló |
| Perugia-kupa            | Perugia       | Május 24.      | Gastone Brilli-Peri     | Ballot              | Összefoglaló |
| mugellói nagydíj        | Mugello       | Május 31.      | Emilio Materassi        | Itala               | Összefoglaló |
| Coppa Acerbo            | Pescara       | Június 21.     | Guido Ginaldi           | Alfa Romeo          | Összefoglaló |
| Coppa Vinci             | Messina       | Július 5.      | Renato Balestrero       | O.M.                | Összefoglaló |
| Marne nagydíj           | Reims-Gueux   | Augusztus 2.   | Pierre Clause           | Bignan              | Összefoglaló |
| Coppa Montenero         | Montenero     | Augusztus 16.  | Emilio Materassi        | Itala               | Összefoglaló |
| Comminges nagydíj       | Saint-Gaudens | Szeptember 6.  | Goury                   | Bignan              | Összefoglaló |
| San Sebastián-i nagydíj | Lasarte       | Szeptember 19. | Albert Divo André Morel | Delage              | Összefoglaló |
| Garda-nagydíj           | Salò          | Október 18.    | Aymo Maggi              | Bugatti             | Összefoglaló |
| Apuano-nagydíj          | Carrara       | November 22.   | Renato Balestrero       | O.M.                | Összefoglaló |

## Végeredmény
Ahhoz, hogy egy istálló teljesítményét értékeljék, ahhoz hazája nagydíján és az olasz nagydíjon kellett minimum részt vennie. Csak három eredmény számított bele a végeredménybe, így a legrosszabb eredmény kiesett. Ez fekete háttérrel szerepel.
| Poz. | Konstruktőr      | 500 | BEL | FRA | ITA | Pont |
| ---- | ---------------- | --- | --- | --- | --- | ---- |
| 1    | Alfa Romeo       |     | 1   | Ret | 1   | 7    |
| 2    | Duesenberg       | 1   |     |     | 4   | 11   |
| 3    | Bugatti          |     |     | 4   | 3   | 13   |
| 4=   | Chiribiri        |     |     |     | Ret | 17   |
| 4=   | Diatto           |     |     |     | Ret | 17   |
| 4=   | Eldridge Special |     |     |     | Ret | 17   |
| —    | Delage           |     | Ret | 1   |     | 12   |
| —    | Junior Eight     | 2   |     |     |     | 14   |
| —    | Sunbeam          |     |     | 3   |     | 15   |
| —    | Miller           | 4   |     |     |     | 16   |
| —    | Fiat             | 10  |     |     |     | 16   |
| —    | Skelly Special   | Ret |     |     |     | 17   |
| —    | R.J. Special     | Ret |     |     |     | 17   |
| —    | Guyot Special    |     |     |     | Ret | 17   |
| Poz. | Konstruktőr      | 500 | BEL | FRA | ITA | Pont |